# Pirgoteles
Pirgoteles (en llatí Pyrgoteles, en grec antic Πυργοτέλης) fou un artista grec. Era gravador de joies, un dels més importants de l'antiguitat, i va viure a la segona meitat del segle iv aC.
La qualitat de les seves obres es mostra per un edicte d'Alexandre el Gran que li va concedir el dret de ser l'únic artista autoritzat per gravar els segells reials, i el posava al costat de Lísip, ja que només aquest podia fer-li escultures, i d'Apel·les pel que feia a les pintures, segons diu Plini el Vell. Ni la seva biografia personal ni les seves obres són conegudes, encara que existeixen diverses falsificacions signades amb el seu nom.